# Přirozená protilátka
Přirozené protilátky jsou protilátky, které imunitní systém vytváří i v nepřítomnosti jakékoliv infekce v typickém slova smyslu. Tím se liší od typických protilátek, které vznikají složitým procesem až v průběhu adaptivní imunitní reakce vůči patogenním organismům v těle. Imunologicky se obvykle jedná o imunoglobuliny typu M (IgM); přirozené protilátky dokonce představují značnou část celkového IgM v krevním oběhu. Hlavními producenty těchto přirozených protilátek jsou zřejmě B-1 lymfocyty.

## Funkce
Přirozené protilátky jsou obvykle polyreaktivní a slabě autoreaktivní (vážou se na širší spektrum antigenů včetně tělu vlastních) IgM, které mají afinitu k běžným sacharidovým antigenům přítomným na povrchu patogenních mikroorganismů (tzv. PAMPy). Mají důležitou roli v ochraně před bakteriální infekcí či autoimunitou, ale také ve vývoji adaptivní imunitní odpovědi. Konkrétně se zřejmě uplatňují v rané fázi imunitní reakce, kdy vazbou na povrch patogenních organismů aktivují C1q a tím komplementovou kaskádu. Právě IgM třída protilátek je totiž nejlepším aktivátorem C1q složky komplementu. Bez přirozených protilátek by C1q byl v té době bezmocný, protože bez nich nemůže být aktivován a hlavní produkce protilátek adaptivního systému se spouští se značným zpožděním., Přirozené protilátky jsou součástí rané odpovědi např. proti Streptococcus pneumoniae, či proti viru chřipky.
Repertoár přirozených protilátek je mezi jedinci, ale i mezi různými druhy, velmi stabilní. To je zřejmě částečně dáno tím, že přirozené protilátky často vznikají s použitím jistých „předpřipravených“ VH a VL genů, tedy kódovaných již zárodečně. Takové vysvětlení však samo o sobě neobstojí – většina přirozených protilátek totiž vzniká nějakým druhem rekombinace a není známo, jak je při vzniku přirozených protilátek tento velmi stochastický proces obcházen.